# Camponotus albocinctus
Camponotus albocinctus är en myrart som först beskrevs av William Harris Ashmead 1905.  Camponotus albocinctus ingår i släktet hästmyror, och familjen myror. Inga underarter finns listade.